# Elke Sommer
Elke Sommer, pseudonimo di Elke Schletz (Berlino, 5 novembre 1940), è un'attrice, cantante e pittrice tedesca.

## Biografia
Figlia di Renata Topp e Peter Schletz, un pastore luterano discendente di una delle più antiche famiglie nobili, nel 1942, all'età di 2 anni, si trasferisce con la famiglia da Berlino a Niederndorf (frazione di Herzogenaurach), in Franconia. Niederndorf era una comunità idilliaca, circondata da prati, campi e foreste, dove le case avevano tetti con tegole rosse sui cui comignoli nidificavano le cicogne, motivi che si sarebbero trovati spesso in molti dipinti della Sommer. Più tardi si trasferisce ad Erlangen, città universitaria bavarese, dove nonostante le difficoltà economiche frequenta il prestigioso Gymnasium Fridericianum. La morte del padre le preclude però la possibilità di proseguire gli studi, e pertanto la quattordicenne Elke si trasferisce a Londra come ragazza alla pari per perfezionare il suo inglese e guadagnarsi da vivere come interprete.
Alla fine degli anni cinquanta, durante una vacanza in Italia, viene eletta inaspettatamente Miss Viareggio. Le sue foto vengono notate dal regista Vittorio De Sica che la invita a Roma per un provino. Nel 1958 gira il suo primo film cambiando il cognome da Schletz a Sommer (in tedesco: estate), la cui pronuncia era più facile per la lingua italiana. Dopo essere comparsa in alcuni popolari film italiani del periodo, nel 1959 sottoscrive un contratto di tre anni con il produttore Artur Brauner e gira il suo primo film tedesco, S.O.S. York! di Georg Tressler, al fianco di Horst Buchholz. Diventata ben presto una nota sex symbol, all'inizio degli anni sessanta si trasferisce a Hollywood, dove posa in diversi servizi fotografici per la rivista Playboy e diventa una delle più popolari pin-up dell'epoca.
Il suo debutto hollywoodiano risale al 1963, con Intrigo a Stoccolma di Mark Robson, accanto tra gli altri a Paul Newman ed Edward G. Robinson, film di grande successo e che le fa subito ottenere il Golden Globe come migliore attrice esordiente dell'anno, condiviso con Tippi Hedren e Ursula Andress. Nel 1964 si trasferisce a Beverly Hills, ove conosce il suo primo marito, il giornalista e scrittore Joe Hyams, autore delle foto del citato servizio su Playboy. La Sommer diventa rapidamente una delle attrici più richieste e popolari del decennio, assicurandosi il ruolo di protagonista femminile in vari film, quasi tutti di genere brillante e di buon successo, tra i quali Uno sparo nel buio (1964) di Blake Edwards, con Peter Sellers, L'arte di amare (1965) di Norman Jewison, con James Garner e Dick Van Dyke, Tramonto di un idolo (1966) di Russell Rouse, con Stephen Boyd, Un bikini per Didi (1966) di George Marshall, con Bob Hope, Più micidiale del maschio (1967) di Ralph Thomas, con Richard Johnson, e Missione compiuta stop. Bacioni Matt Helm (1968) con Dean Martin.
Nel 1972 torna in Italia, ove interpreta due film horror diretti da Mario Bava, Gli orrori del castello di Norimberga e Lisa e il diavolo, diventati entrambi con il tempo due cult movie del genere; viene nuovamente diretta da Bava in La casa dell'esorcismo (1975), ove recita accanto a Telly Savalas e Sylva Koscina. Nonostante la notorietà internazionale, intorno alla metà degli anni settanta la carriera della Sommer comincia però a declinare. Tra i film di quel periodo si segnalano Il complesso del trapianto (1971) di Ralph Thomas, Zeppelin (1971) di Étienne Périer, ...e poi, non ne rimase nessuno (1974) di Peter Collinson, Intrigo in Svizzera (1976) di Jack Arnold e Il prigioniero di Zenda (1979) di Richard Quine, ove affianca nuovamente Peter Sellers. La sua ultima apparizione sul grande schermo risale al 1984. Nel 1981 divorzia dal primo marito e si sposa nel 1993 con Wolf Walther, un albergatore di alcuni anni più giovane e padre di due figli, Sebastian e Caroline. La Sommer non ha avuto figli dai due matrimoni.
Dopo essersi cimentata con successo anche nel canto, realizzando diversi album, dagli anni novanta la Sommer abbandona progressivamente la recitazione per dedicarsi alla pittura, firmando le proprie opere con lo pseudonimo "E. Schwartz". Come attrice ha lavorato in una mezza dozzina di paesi diversi, imparandone la lingua (parla correntemente sette lingue) e raccogliendo immagini utilizzate per la realizzazione delle sue tele. La sua pittura mostra una forte influenza esercitata dalle opere di Marc Chagall. Elke Sommer ha avuto per anni un'accesa rivalità con Zsa Zsa Gábor, che è culminata in una causa per diffamazione; successivamente si è trasferita a Los Angeles, in California.

## Filmografia

### Cinema
- L'amico del giaguaro, regia di Giuseppe Bennati (1958)
- La Pica sul Pacifico, regia di Roberto Bianchi Montero (1959)
- I ragazzi del juke-box, regia di Lucio Fulci (1959)
- S.O.S. York! (Das Totenschiff), regia di Georg Tressler (1959)
- Il diavolo che uccide così? (Am Tag, als der Regen kam), regia di Gerd Oswald (1959)
- Lampenfieber, regia di Kurt Hoffmann (1960)
- Urlatori alla sbarra, regia di Lucio Fulci (1960)
- Uomini e nobiluomini, regia di Giorgio Bianchi (1960)
- Saffo, venere di Lesbo, regia di Pietro Francisci (1960)
- Femmine di lusso, regia di Giorgio Bianchi (1960)
- Una come quelle (Und sowas nennt sich Leben), regia di Géza von Radványi (1961)
- Entrate senza bussare (Don't Bother to Knock), regia di Cyril Frankel (1961)
- Accadde sotto il letto (Geliebte Hochstaplerin), regia di Ákos Ráthonyi (1961)
- Dolce violenza (Douce violence), regia di Max Pécas (1962)
- Uno sconosciuto nel mio letto (Un chieu dans un jeu de quilles), regia di Fabien Collin (1962)
- Agente speciale Eva: missione Sex (Verführung am Meer), regia di Jovan Zivanovic (1963)
- I vincitori (The Victors), regia di Carl Foreman (1963)
- Intrigo a Stoccolma (The Prize), regia di Mark Robson (1963)
- Uno sparo nel buio (A Shot in the Dark), regia di Blake Edwards (1964)
- Là dove scende il sole (Unter Geiern), regia di Alfred Vohrer (1964)
- Le bambole, regia di Mauro Bolognini e Luigi Comencini (1965)
- L'arte di amare (The Art of Love), regia di Norman Jewison (1965)
- La trappola mortale (The Money Trap), regia di Burt Kennedy (1965)
- Tramonto di un idolo (The Oscar), regia di Russell Rouse (1966)
- Un bikini per Didi (Boy, Did I Get a Wrong Number!), regia di George Marshall (1966)
- Suspense a Venezia (The Venetian Affair), regia di Jerry Thorpe (1967)
- Il sigillo di Pechino (Die Hölle von Macao), regia di James Hill e Frank Winterstein (1967)
- Più micidiale del maschio (Deadlier Than the Male), regia di Ralph Thomas (1967)
- La minigonna proibita della compagna Schultz (The Wicked Dreams of Paula Schultz), regia di George Marshall (1968)
- Radiografia di un colpo d'oro (Las Vegas, 500 millones), regia di Antonio Isasi-Isasmendi (1968)
- Missione compiuta stop. Bacioni Matt Helm (The Wrecking Crew), regia di Phil Karlson (1969)
- Sei dannati in cerca di gloria (The Invincible Six), regia di Jean Negulesco (1970)
- Il complesso del trapianto (Percy), regia di Ralph Thomas (1971)
- Zeppelin, regia di Étienne Périer (1971)
- Gli orrori del castello di Norimberga, regia di Mario Bava (1972)
- Lisa e il diavolo, regia di Mario Bava (1972)
- Il viaggio a Vienna (Die Reise nach Wien), regia di Edgar Reitz (1973)
- Ma il tuo funziona... o no? (Percy's Progress), regia di Ralph Thomas (1974)
- ...e poi, non ne rimase nessuno (Ein Unbekannter rechnet ab), regia di Peter Collinson (1974)
- La casa dell'esorcismo, regia di Mario Bava e Alfredo Leone (1975)
- L'undicesimo comandamento (Das Netz), regia di Manfred Purzer (1975)
- Camping pon pon (Carry on Behind), regia di Gerald Thomas (1975)
- One Away, regia di Sidney Hayers (1976)
- The Astral Factor, regia di John Florea (1976)
- Intrigo in Svizzera (The Swiss Conspiracy), regia di Jack Arnold (1976)
- Pronto ad uccidere, regia di Franco Prosperi (1976)
- I Miss You, Hugs and Kisses, regia di Murray Markowitz (1978)
- The Treasure Seekers, regia di Henry Levin (1979)
- Rapina in Berkeley Square (A Nightingale Sang in Berkeley Square), regia di Ralph Thomas (1979)
- Il prigioniero di Zenda (The Prisoner of Zenda), regia di Richard Quine (1979)
- Doppio intrigo (The Double McGuffin), regia di Joe Camp (1979)
- Exit Sunset Boulevard, regia di Bastian Clevé (1980)
- Per amore di Lily (Lily in Love), regia di Károly Makk (1984)

### Televisione
- Le chien, regia di Francois Chalais - film TV (1962)
- L'uomo da sei milioni di dollari (The Six Millions Dollar Man) - serie TV, 1 episodio (1976)
- Libero in cima alla collina (Top of the Hill), regia di Walter Grauman - miniserie TV (1980)
- Fantasilandia (Fantasy Island) - serie TV, 1 episodio (1981)
- Love Boat (The Love Boat) - serie TV, 4 episodi (1981-1984)
- Diario del Terzo Reich (Inside the Third Reich), regia di Marvin J. Chomsky - miniserie TV (1982)
- Pietro il Grande (Peter the Great), regia di Marvin J. Chomsky - miniserie TV (1986)
- A cuore aperto (St. Elsewhere) - serie TV, 1 episodio (1986)
- Anastasia - L'ultima dei Romanov (Anastasia: The Mystery of Anna), regia di Marvin J. Chomsky - miniserie TV (1986)

## Doppiatrici italiane
Nelle versioni in italiano dei suoi film, Elke Sommer è stata doppiata da:
- Rita Savagnone in Intrigo a Stoccolma, L'arte di amare, La trappola mortale, Missione compiuta stop. Bacioni Matt Helm
- Maria Pia Di Meo in Entrate senza bussare, Uno sparo nel buio, Un bikini per Didi
- Vittoria Febbi in Gli orrori del castello di Norimberga, La casa dell'esorcismo (quando non è posseduta), Pronto ad uccidere
- Rosetta Calavetta in Lisa e il diavolo, La casa dell'esorcismo (quando è posseduta)
- Fiorella Betti in S.O.S. York
- Gabriella Genta in Più micidiale del maschio
- Claudia Giannotti in ...e poi, non ne rimase nessuno
- Germana Dominici in Il prigioniero di Zenda
- Sonia Scotti in L'uomo da sei milioni di dollari
- Anna Rita Pasanisi in Pietro il Grande

## Discografia parziale

### Album
- 1965: Love In Any Language
- 1965: Ich liebe Dich (LP)
- 1973: Ich brauche dich so sehr
- 1999: Das allein kann doch nicht alles sein (CD)

### Singoli
- 1961: Be not notty / The Faithful Hussar
- 1962: Wir sind Freunde / Darling
- 1962: Adieu, Adieu / Nachts ging das Telefon
- 1964: Cowboy-Shake / Hey, hey, hey, ich suche einen Boy
- 1965: Ich sage No / Es könnte sein
- 1965: Hully-Gully Italiano / Miss Cumberland
- 1965: Das genügt mir nicht / Oh, I Love You
- 1965: Es war ein Sommer in der Normandie / Ich geh' den Strand entlang
- 1970: Ich kann prima Leben ohne Dich / Solang die Welt sich weiter dreht
- 1972: So Knall auf Fall / Tränen im Sand

## Premi e riconoscimenti
- 1963: Golden Globe come migliore attrice esordiente per il film Intrigo a Stoccolma
- 1967 e 1968: premio Bambi
- 1972 e 1973: migliore attrice di teatro dell'anno (Chicago)
- 2000: DIVA-Award